# Certonotus hinnuleus
Certonotus hinnuleus là một loài tò vò trong họ Ichneumonidae.